# Highland (Band)
Highland ist eine deutsche Dance-/Hip-Hop-Band. In ihrer Musik verwenden sie italienische und gelegentlich auch lateinische Phrasen, vereint mit Hip-Hop und englischem Rap.

## Geschichte
Die Band besteht aus der Sängerin Nicole Heiland, die auch phonetisch namensgebend für die Band steht, der Rapperin Lady Scar und dem Rapper Dean Burke. Mike Michaels, Mark „MM“ Dollar und Mark Tabak, die auch andere Künstler und Bands wie Music Instructor, The Boyz und Ayman produzieren, schrieben die Highland-Lieder zusammen mit Hardy Krech, Mark Nissen und Toni Berardi. Produziert wurde Highland von Hardy Krech und Mark Nissen (Elephant Music), coproduziert von Triple M in Zusammenarbeit mit Andreas Pohle. Dean Burke hat ebenso wie Elephant Music auch vor Highland schon mit Triple M zusammengearbeitet (als Teil der Gruppe Music Instructor und Lunatics). Highland existierte als Band allerdings zunächst nur bis 2002.
Die erste Highland-Single, Bella Stella, wurde 1999 mit großem Erfolg veröffentlicht. Im Jahr 2000 veröffentlichten sie das gleichnamige Album mit drei weiteren Singles, Se Tu Vuoi, Solo Tu und Veni Vidi Vici. Alle diese Lieder sind nach demselben Schema aufgebaut: Italienischer Gesang gemischt mit Rap und elektronischer Musik.
2001 veröffentlichte Highland die Single Magic Fortuna, welche auf O Fortuna, einem Teil der Carmina Burana von Carl Orff, basiert. Anders als beim Album Bella Stella sang Nicole Heiland den Song allein und nur in lateinischer Sprache. Nicole Heiland war dann Mitglied der Band Heiland. Der letzte Auftritt dieser Formation war 2006, dem Jahr der Veröffentlichung der erfolgreichen Single Schuld. 2008 folgte das Comeback von Highland mit dem Album Dimmi Perché. Der Band gehören nun nur noch Nicole Heiland und Dean Burke an, Lady Scar nicht mehr. Komponiert und produziert wurde das Album von Hardy Krech und Mark Nissen. Als Textautoren waren wie bei den früheren Alben Dean Burke und Antonio Berardi beteiligt.

## Diskografie

### Studioalben
| Jahr | Titel        | Höchstplatzierung, Gesamtwochen, AuszeichnungChartplatzierungen (Jahr, Titel, Platzierungen, Wochen, Auszeichnungen, Anmerkungen) | Höchstplatzierung, Gesamtwochen, AuszeichnungChartplatzierungen (Jahr, Titel, Platzierungen, Wochen, Auszeichnungen, Anmerkungen) | Anmerkungen                             |
| Jahr | Titel        | DE | CH | Anmerkungen                             |
| ---- | ------------ | --- | --- | --------------------------------------- |
| 2000 | Bella Stella | DE52 (6 Wo.)DE | CH87 (4 Wo.)CH | Erstveröffentlichung: 27. November 2000 |
| 2008 | Dimmi Perché | — | — | Erstveröffentlichung: 4. April 2008     |

### Singles
| Jahr | Titel Album                 | Höchstplatzierung, Gesamtwochen, AuszeichnungChartplatzierungen (Jahr, Titel, Album, Platzierungen, Wochen, Auszeichnungen, Anmerkungen) | Höchstplatzierung, Gesamtwochen, AuszeichnungChartplatzierungen (Jahr, Titel, Album, Platzierungen, Wochen, Auszeichnungen, Anmerkungen) | Höchstplatzierung, Gesamtwochen, AuszeichnungChartplatzierungen (Jahr, Titel, Album, Platzierungen, Wochen, Auszeichnungen, Anmerkungen) | Anmerkungen                             |
| Jahr | Titel Album                 | DE | AT | CH | Anmerkungen                             |
| ---- | --------------------------- | --- | --- | --- | --------------------------------------- |
| 1999 | Bella Stella                | DE8 Gold · (17 Wo.)DE | — | CH7 (22 Wo.)CH | Erstveröffentlichung: 15. November 1999 |
| 2000 | Se Tu Vuoi Bella Stella     | DE20 (9 Wo.)DE | — | CH12 (12 Wo.)CH | Erstveröffentlichung: 8. Mai 2000       |
| 2000 | Solo Tu Bella Stella        | DE47 (6 Wo.)DE | — | CH62 (3 Wo.)CH | Erstveröffentlichung: 2. Oktober 2000   |
| 2001 | Veni Vidi Vici Bella Stella | DE59 (4 Wo.)DE | — | — | Erstveröffentlichung: 2001              |
| 2001 | Magic Fortuna Dimmi Perché  | DE33 (10 Wo.)DE | AT80 (2 Wo.)AT | CH66 (3 Wo.)CH | Erstveröffentlichung: 3. Dezember 2001  |
| 2006 | Schuld –                    | DE37 (6 Wo.)DE | — | — | Erstveröffentlichung: 2006              |

### Musikvideos
- Bella Stella
- Se Tu Vuoi
- Solo Tu
- Veni Vidi Vici
- Magic Fortuna